# First Division 1901/1902
Čtrnáctý ročník First Division (1. anglické fotbalové ligy) se konal od 2. září 1901 do 28. dubna 1902.
Sezonu vyhrál počtvrté ve své historii Sunderland. Nejlepším střelcem se stal hráč Evertonu Jimmy Settle, který vstřelil 18 branek.